# Робаш, Рольф
Рольф (Реальф) Робаш (норв. Rolf (Realf) Robach; 6 декабря 1885, Кристиания — 10 июня 1963, Осло) — норвежский гимнаст, бронзовый призёр летних Олимпийских игр 1912 года по гимнастике в командном первенстве по шведской системе. Выступал за клуб Oslo Turnforening, был его секретарём.